# Peelite
Les Peelites étaient une faction séparatiste du parti conservateur britannique qui a existé entre 1846 et 1859.

## Historique
Ses membres se sont nommés ainsi parce qu'ils étaient initialement dirigés par Sir Robert Peel, Premier ministre et chef du parti conservateur en 1846.

## Politique
Les Peelites étaient caractérisés par leur engagement vis-à-vis du libre-échange et par leur approche d'encadrement presque technocratique du gouvernement.